# 路易吉·博凯里尼
路易吉·鲁道夫·博凯里尼（義大利語：Luigi Rodolfo Boccherini，1743年2月19日—1805年5月28日）是一名意大利作曲家和大提琴家。

## 生平
博凯里尼1743年生于意大利卢卡的一个音乐世家。早年在罗马学习。1757年到维也纳。1761年到马德里，成为西班牙王子Don Luis的宫廷音乐家，此后一直居住在西班牙，1805年死于马德里。

## 音乐
博凯里尼是古典主义时期最重要的器乐作曲家之一。他的大量交响曲，弦乐三重奏，四重奏，五重奏等作品音调和谐优雅，旋律优美动听。虽然在音乐形式上不如同时期的海顿完美，但更为平易近人。作为大提琴演奏家，他的大提琴协奏曲在音乐史上占有很高地位。博凯里尼的作品在长时间被埋没后，现在已得到广泛复兴。

## 外部連結
- 路易吉·博凯里尼的免费乐谱，由国际乐谱典藏计划提供